# Стефан II (Спонхайм)
Вижте пояснителната страница за други личности с името Стефан II.
Стефан II фон Спонхайм (на немски: Stefan II von Spanheim; † 1096) от род Спонхайми е граф на Спонхайм.
Той е син на Стефан I фон Спонхайм († ок. 1080). Майка му е сестра на граф Бертхолд IV от Щромберг († 1075/1081). Фамилията има резиденция в замък Бург Спонхайм, западно от Бад Кройцнах.
Стефан II се жени през 1092 г. за София фон Формбах (* 1050/55, 1096 † сл. 1088), вдовица на Херман Люксембургски († 1088), немски геген-крал (1081–1088) в Саксония, дъщеря на граф Мегинхард V фон Формбах и на Матилда фон Рейнхаузен. 

## Деца
Стефан II и София фон Формбах имат децата:
- Мегинхард фон Спонхайм (* 1085, † 1136/45), граф на Спонхайм и на Мьорсберг от 1125 г., женен за Мехтилд фон Мьорсберг
- Герхард I Спонхайм († ок. 1096), вер. женен за дъщеря на граф Бертолф от Вианден
- Рудолф, женен за Рихарда N
- Хуго фон Спонхайм († 1 юли 1137), архиепископ на Кьолн (1137)
- Юта фон Спонхайм (* 1092; † 22 декември 1136), абатиса на манастир Дисибоденберг, Светия